# John Maxwell-Barry (5e baron Farnham)
John Maxwell-Barry (18 janvier 1767 - 20 septembre 1838) est un représentant politique irlandais.

## Biographie
Il est le fils de Henry Maxwell (évêque), évêque de Meath et petit-fils de John Maxwell (1er baron Farnham). Il épouse le 4 juillet 1789 Juliana Lucy Annesley (décédée le 10 octobre 1833), fille d'Arthur Annesley (1er comte de Mountnorris), 8e vicomte Valentia.
En 1788, il siège comme député du comté de Cavan, mais il est déclaré non dûment élu. Il représente plus tard Doneraile à la Chambre des communes irlandaise de 1792 à 1798, puis Newtown Limavady jusqu'à l'acte d'Union de 1801. Il est nommé haut-shérif de Carlow de 1795 à 1796 et Lord Lieutenant de Cavan de 1805 à 1831. Il est également colonel de la milice de Cavan entre 1797 et 1823.
À la Chambre des communes britannique, il est député de Cavan de 1806 à 1824. Il est nommé au Conseil privé d'Irlande le 7 juillet 1809. À la mort de son cousin germain, il devient le 5e baron Farnham le 23 juillet 1823 et hérite du domaine de Farnham. Il est élu pair représentant le 17 décembre 1825.
Il meurt sans descendance et la baronnie et les domaines passent à son frère Henry Maxwell (6e baron Farnham).